# Trialeurodes ipomoeae
Trialeurodes ipomoeae es un hemíptero de la familia Aleyrodidae, con una subfamilia: Aleyrodinae.
Fue descrita científicamente por primera vez por Carapia-Ruiz en 2003.